# Hajdu Erik

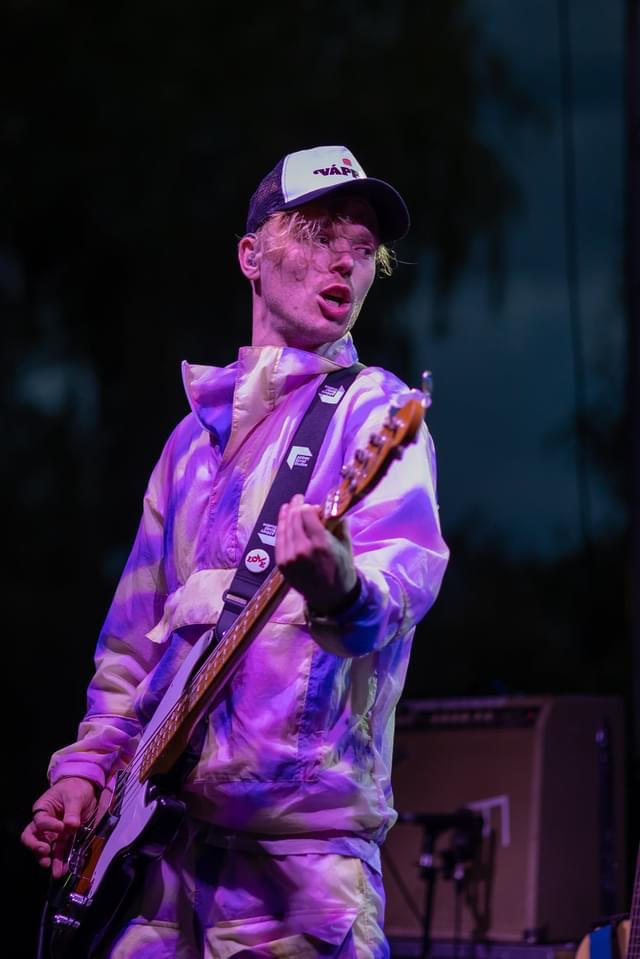
Hajdu Erik a színpadon _2021_ Chain Bridge Pop

Hajdu Erik (Békéscsaba, 1991. április 3. –) magyar zenész, énekes, dalszerző, dalszövegíró.

## Tanulmányai
Ötéves kora óta foglalkoztatja a zene, épp ezért már fiatalon elkezdett zenélni. Hétévesen a békéscsabai Bartók Béla Zeneiskolában kezdett el hegedülni. Több éven keresztül klasszikus gitározni is tanult a  zeneiskolában, de amint egyetemre került, felhagyott a komolyzenével.  
2012-ben Szarvason szerzett óvodapedagógus diplomát.

## Tevékenysége
A Chain Bridge Pop zenekar előtt számos  zenekarban megfordult mint dobos és gitáros. 2016-ban testvérével és gyerekkori barátjával megalapították a Chain Bridge Pop zenekart. 

## A Dal 2021
A Szürke madár című első szólódala is bekerült A Dal (2021) dalválasztó műsor legjobb negyven dala közé, mellyel egészen az elődöntőig menetelt. 